# Spathiphyllum kalbreyeri
Spathiphyllum kalbreyeri är en kallaväxtart som beskrevs av George Sydney Bunting. Spathiphyllum kalbreyeri ingår i släktet Spathiphyllum och familjen kallaväxter. Inga underarter finns listade.